# لاگار ولهو ۱
لاگار ولهو ۱ (انگلیسی: Lagar Velho 1)، همچنین به عنوان پسر لاگار ولهو یا کودک لاپدو شناخته می‌شود، یک اسکلت کامل ماقبل تاریخ است که در پرتغال یافت شده است، که تصور می‌شود یک دورگه است که یک والد نئاندرتال و یک والد انسان  مدرن اولیه داشته است.
در سال ۱۹۹۸، این کشف دفن انسانی اولیه پارینه‌سنگی زبرین در ابریگو دو لاگار ولهو توسط تیمی به رهبری باستان‌شناس ماقبل تاریخ، João Zilhão شواهدی از انسان‌های مدرن اولیه از غرب شبه‌جزیره ایبری ارائه کرد.